# 2K22 Tunguska
Il 2K22 Tunguska (in cirillico: 2К22 Тунгуска?, nome in codice NATO: SA-19 Grison), erroneamente 2S6 Tunguska, designazione che identifica il solo modulo di combattimento, è un sistema missilistico da difesa aerea e di artiglieria contraerea a corto raggio di origine sovietica, sviluppato negli anni settanta/ottanta a partire dall'esperienza accumulata nel campo dei semoventi anti-aerei quali lo Shilka e lo ZSU-57-2 ed entrato in servizio nel 1982 presso le forze di terra dell'Unione Sovietica.
Progettato per fornire copertura ogni-tempo a reggimenti di fanteria e mezzi corazzati, è in grado di neutralizzare velivoli e missili da crociera ad una gittata massima che nelle ultime versioni raggiunge i 10 km, operando a breve distanza dalla linea di contatto con le forze avversarie. Armato di una coppia di cannoni da 30 mm ed 8 missili terra-aria stipati in container sigillati, è dotato di un complesso sistema di rilevamento e tracciamento radar costituito da due elementi posizionati sulla sommità e sul fronte della torretta.
Ricevuto il battesimo del fuoco nel corso della prima guerra cecena, nel tempo sono stati sviluppati due aggiornamenti del sistema: il Tunguska-M, introdotto nel 1990, ed il Tunguska-M1 entrato in servizio nelle forze armate della Federazione Russa a partire dal 2003. Ne è stata creata anche una versione navale, denominata Kortik.
Al 2021 era in servizio attivo, tra le altre, nelle forze armate di Ucraina, India e Russia ed in quest'ultima opera a fianco dei sistemi Pantsir-S di cui ne hanno parzialmente rilevato il ruolo.

## Storia
L'esigenza di possedere un apparato di difesa aerea completo per le unità campali dell'Esercito sovietico portò negli anni cinquanta e sessanta allo sviluppo di una serie di apparati difensivi dalle caratteristiche sempre più complesse. Tra i semoventi contraerei d'artiglieria il primo fu lo ZSU-57-2, poi seguito dal più leggero e sofisticato ZSU-23-4 Shilka caratterizzato, per valorizzare al massimo il volume di fuoco, da armi di piccolo calibro, ottime contro aerei a volo radente, che consentivano peraltro solo una ridotta gittata. Le armi speculari americane erano il M42 Duster e l'M163 VADS.

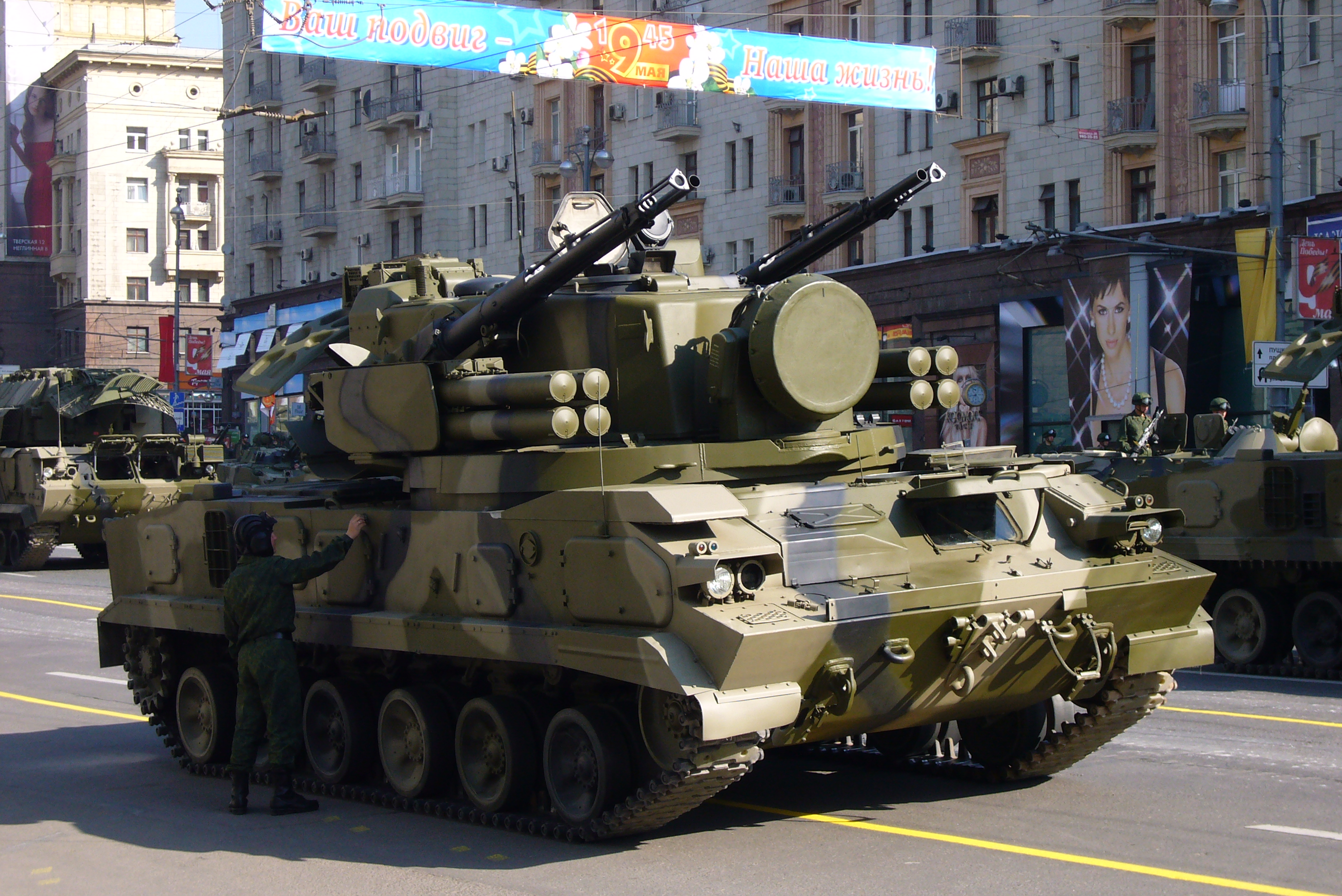
Semovente 2S6 Tunguska

Quando l'avvento degli elicotteri armati di missili controcarro vide lo spostamento della minaccia dagli attacchi ravvicinati con bombe e razzi, a tiri di precisione da oltre 3–4 km, allora la necessità per i semoventi contraerei si spostò nuovamente verso calibri maggiori, stavolta non per colpire a quote maggiori, ma a distanze più elevate.
Se per i missili è facile eseguire aggiornamenti installando nuove versioni più capaci, per i cannoni bisogna realizzare dei progetti interamente nuovi e costosi. In Occidente, le armi di maggiore calibro, come nel caso del Gepard, hanno visto la gittata utile spostarsi a 3–4 km, appena sufficiente contro elicotteri o anche aerei armati con missili tattici, ma con il progredire delle tecnologie, la gittata pratica delle armi aeree aumentò ancora.
In particolare i missili eliportati sono giunti ad un certo momento a portate di 5–6 km, troppo alte per essere affrontati dalle artiglierie di 20-40 mm e, a quel punto, era necessario avere cannoni contraerei di calibro ancora superiore; pur potendo, in teoria, produrre qualcosa di simile all'OTOMATIC italiano (carro armato contraereo con cannone da 76 mm), o semplicemente riscoprire il concetto base dello ZSU-57-2, i sovietici hanno fatto una scelta diversa, con un sistema combinato cannone-missili, per coprire con le armi più adatte ogni quota e distanza utile. Questo ha comportato un peso minore, ma certo non una complessità inferiore, rispetto alla scelta di usare solo un cannone di grosso calibro. In ogni caso, il nuovo sistema si è dimostrato efficace ed è entrato in servizio operativo.
Lo spiegamento del 2S6 avvenne a partire dal 1988, con i primi esemplari armati con soli 4 missili del tipo SA-19, poi aumentati a 8. Esso è stato il compendio della tecnologia per la difesa tattica di scuola sovietica, e uno degli ultimi tipi di sistema da difesa aerea che entrò in servizio prima della fine della guerra fredda. Praticamente nello stesso tempo, falliva il sistema M247 DIVAD studiato dall'US Army per compiti analoghi, anche se molto meno ambizioso.

## Composizione
Il sistema 2K22 Tunguska, è composto dai seguenti elementi:
- 1 modulo di combattimento 2S6, basato sul mezzo cingolato GM-352 ed armato di due cannoni da 30 mm ed 8 missili terra-aria
- 1 veicolo portamunizioni 2F77
- 3 veicolo di supporto, manutenzione e soccorso 2В110, 2F55, 1Р10
- 1 centrale elettrica diesel ESD2-12

## Caratteristiche

### 2S6
Il modulo di combattimento contraereo è un cingolato basato sullo chassis GM-352M, con 6 ruote per cingolo, motore diesel da 522 kW, velocità di 65 km/h. Esso ha un sistema di generazione per l'elettricità con turbina APU per erogare energia anche durante le soste, senza accendere il motore principale. Ovviamente, dato il ruolo, il veicolo ha bisogno di tenere accesi gli apparati in maniera continuativa, evitando consumi di carburante eccessivi.
È dotato anche di un sistema di navigazione inerziale, un apparato di riscaldamento per climatizzare fino alle temperature di -50 gradi ed un apparato di protezione NBC GO-27NC.

### Torretta
La torretta, designata 2A40M, ha la forma di un parallelepipedo in cui prendono posto 3 dei 4 uomini di equipaggio.
Il capocarro ha una piccola cupola di osservazione, 3 consolle, la PUIM (controllo computer di bordo 1A26M), la OK1M, per radar e IFF, la PK per le armi. Vi è anche un interfono, un pannello per la radio V-173 da 30-76 MHz, un mouse di puntamento. L'operatore radar ha un apparato di controllo che verte su 3 consolle, la SI2M per i test funzionali, la SI1M per selezione di modalità operative e la SU5M per altri compiti operativi. Il cannoniere ha un congegno ottico di mira stabilizzato 1A29M, e 2 consolle, la PN per i cannoni e la PP per i missili e il sistema NBC.

### Armamento

#### Cannoni
La dotazione comprende due cannoni bicanna da 30 mm del tipo 2A38M con 1900 colpi totali, e otto (inizialmente 4) missili SA-19 da 8 km di raggio utile (gli ultimi ne hanno 10).
I primi sono armi bicanna, raffreddate ad aria; hanno un misuratore di velocità all'uscita di una delle canne, mentre la cadenza arriva a 2500 colpi al minuto per ciascuna delle due armi, che sono sistemate sui fianchi della torre onde lasciare spazio agli apparati elettronici. Si tratta del tipo di funzionamento GAST, già applicato al GSh-23 aeronautico, e in seguito replicato con un bicanna da 30 mm destinato ai Mi-24 e ai Su-25 (originariamente si era pensato che fosse il 23 mm, ma tale calibro era reputato dai sovietici troppo leggero per penetrare i carri armati occidentali, sia pure sparando ai fianchi).
In tale principio di funzionamento una delle canne inizia l'azione di fuoco con un colpo in canna, dando inizio alla reazione, tramite un meccanismo simile all'albero di un pistone, che comporta il cameramento e lo sparo da parte dell'altra canna, raggiungendo istantaneamente alte cadenze di tiro, non molto inferiori a quelle dei cannoni a canne rotanti Gatling, e senza il tempuscolo d'accelerazione che li affligge. L'arma spara quindi a canne alternate, è compatta e ragionevolmente leggera. In alternativa, per il peso che richiede, potrebbe essere sostituita da un paio di cannoni monocanna, ma essi presenterebbero il problema aggiuntivo di un'alimentazione più complessa.
La procedura standard è di sparare raffiche di 1-3 secondi, i proiettili sono perforanti (non decalibrati, almeno nei modelli iniziali), o HE con congegno di autodistruzione a 4000 m di distanza (via timer). Essi sono azionabili tanto dal capocarro che dal cannoniere.

#### Missili
I missili sono gli 9M311, sistemati appena dietro i cannoni 30 mm, poggiati sullo stesso braccio elevabile. Essi hanno una velocità di Mach 3, con una gittata tra i 1500 e gli 8000 m, testata da 9 kg e peso al lancio di circa 42 kg, con struttura bistadio e razzo acceleratore sganciabile. Questo li rende molto prestanti rispetto alla massa, perché possono sbarazzarsi del peso morto del motore appena questo li ha accelerati alla massima velocità, con una elevata velocità, con le versioni più recenti che hanno di fatto rimpiazzato l'SA-N 9 /SA-15, grazie ai 12 km di gittata.
La guida è radiocomandata, non laserguidata. La spoletta è laser con sensibilità entro i 5 metri. Il lanciamissili è dato da un tubo di lancio sigillato, con il quale raggiunge i 57 kg. La massima velocità assicurata perché un bersaglio sia ingaggiato, è di 500 m/s, mentre la velocità media del missile è di 600 m/s. Si tratta in pratica dell'equivalente terrestre del sistema Kashtan navale, che però ha cannoni gatling a sei canne (10000 colpi al minuto) al posto dei due bicanna del Tunguska. I modelli più recenti hanno incrementato fino a 10 km la loro gittata.

#### Varianti
- 9M311: Versione originale con 8 km di gittata e spoletta di prossimità
- 9M311K (3M87): Versione navale del 9M311 usata dal sistema Kashtan. La versione da esportazione del Kashtan usa il missile 9M311-1E
- 9M311-1: Versione da esportazione del missile
- 9M311M (3M88): Versione migliorata del missile
- 9M311-M1: Usata con radar Tunguska-M1 e spoletta di prossimità per una accresciuta efficacia contro missili da crociera. Gittata accresciuta fino a 10 km e luce di tracciamento pulsante invece che costante per una migliore resistenza alle contromisure e all'infrarosso

### Sistemi elettronici
Un tale apparato non sarebbe utile senza la presenza di sensori all'altezza della situazione. Esiste un complesso di controllo del tiro con radar di ricerca 1P144M, in codice NATO Hot Shot, con un doppio radar per acquisizione e tracciamento bersaglio e computer digitale, oltre al sistema di designazione e tracciamento bersaglio laser per la guida dei missili e sistemi ottici.
Il radar di ricerca ha una portata di 18 km, IFF incorporato, capacità di rotazione sui 360 gradi, banda E. L'unità di inseguimento ha una portata di 13 km, banda J ed è sistemata sul davanti della torretta. Abbinato al computer di bordo 1A26M, l'apparato consente elevate possibilità di inquadrare e distruggere ogni tipo di bersaglio aereo. Le modalità di funzionamento principali sono 5, che vanno dall'ingaggio totalmente automatico con la scelta dell'armamento delegata all'equipaggio, all'impiego del sistema ottico per ovviare a guasti, disturbo elettronico, o semplicemente per inquadrare bersagli a terra.

## Impiego
Il Tunguska è entrato in servizio negli anni ottanta, prodotto in quantità dell'ordine dei 100 sistemi all'anno. Esso è molto più grosso e costoso dello Shilka e non ha certo avuto lo stesso successo commerciale, anche perché è arrivato alla fine della guerra fredda. Nondimeno, ha accumulato vari ordini dall'estero, come quelli passati dall'India.
Come gli altri sistemi sovietici d'artiglieria contraerea, ha anche una funzione di appoggio al suolo contro truppe leggere e team anticarro, anche se ha solo una blindatura leggera (il migliore in quest'uso era lo ZSU-57-2, che però aveva la torre scoperta).
In definitiva, mentre vengono a tutt'oggi proposte migliorie per rendere ancora più efficace questo sistema d'arma, esso, con la potenza garantita dai cannoni, missili iperveloci e l'attrezzatura elettronica di bordo, è correntemente considerato il più efficace sistema contraereo semovente a livello mondiale. Certamente, i sovietici avevano preso delle opportune precauzioni contro gli elicotteri AH-1, AH-64 e gli aerei tattici come gli A-10 Thunderbolt, la cui armatura, efficace contro le armi da 23 mm, non lo era più contro i nuovi cannoni da 30 mm. La cadenza di tiro, oltre 5000 colpi-minuto, supera anche quello del ZSU-23-4, nonostante la gittata (3–4 km) e il peso delle munizioni siano il doppio. A questo si aggiunga che il Gepard non supera i 1100 colpi-minuto, con le armi da 35/90.

## Utilizzatori

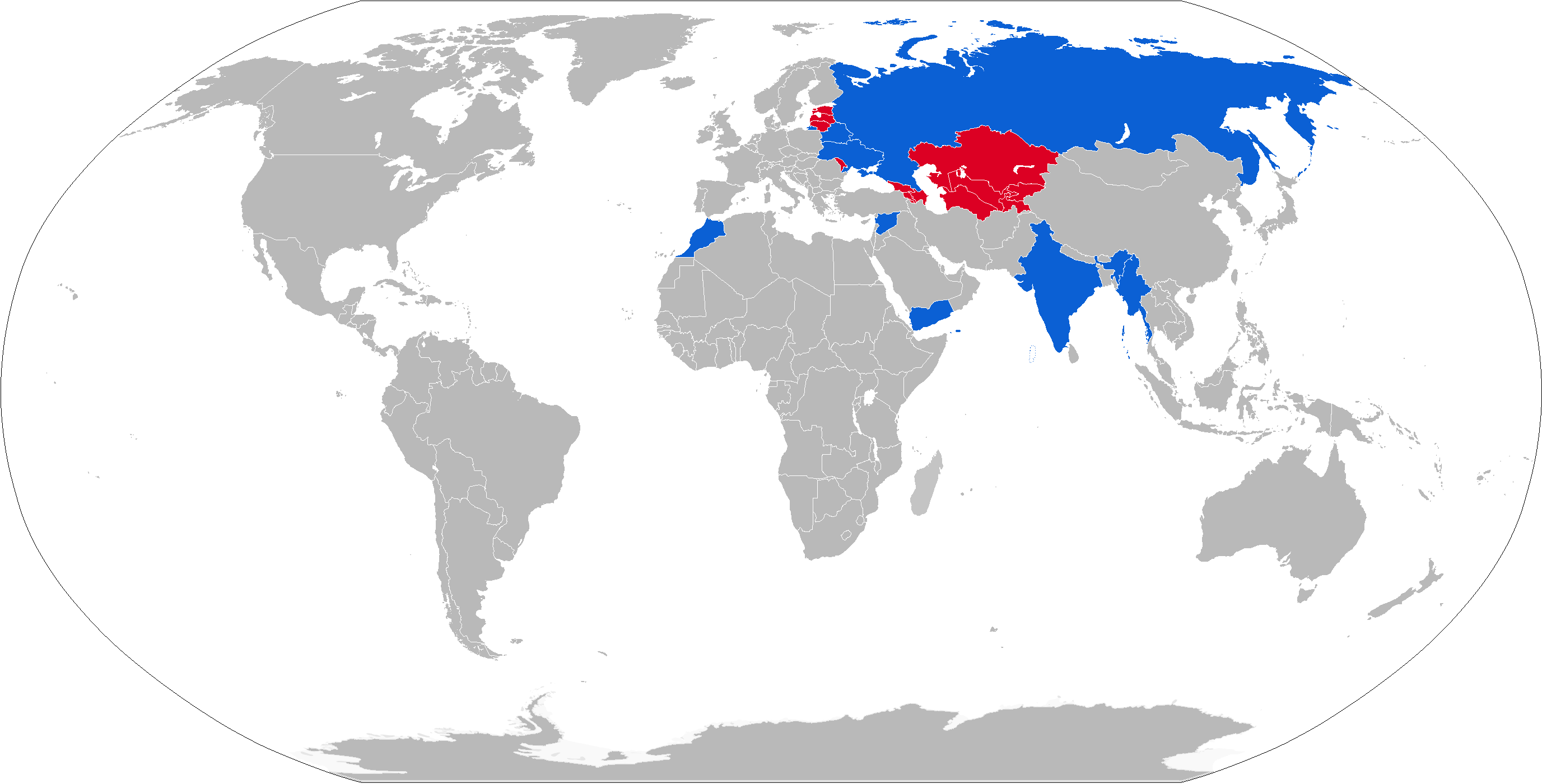
Mappa della diffusione degli 2K22; in blu i correnti operatori in rosso i precedenti

### Attuali
- Bielorussia: numero imprecisato di 2S6
- India: secondo vari dati nel 2012 da 20 a 92 2S6[5]
- Marocco: 12 complessi di 2К22М nel 2012[6]
- Russia: più di 250 complessi 2К22 nel 2012[7]
- Siria: 6 S6М1 consegnati nel 2008[8][9]
- Ucraina: 70 2S6 nel 2012[10]
- Yemen: numero imprecisato di 2S6М1 nel 2005.[11] Secondo lo Stockholm International Peace Research Institute nessun ricambio di 2S6М1 su licenza è stato prodotto nello Yemen
- Myanmar - numero imprecisato di 2K22M1 al 2016. 38 unità di 2S6M e 600 missili 9M311 sono state consegnate dalla Russia nel periodo dal 2004 al 2007

### Passati
- Unione Sovietica: passati agli Stati nati dalla dissoluzione dell'Unione Sovietica